# Riva dei Sette Martiri
La riva dei Sette Martiri (già riva dell'Impero) è una riva monumentale della città di Venezia. Ubicata nel sestiere di Castello, costeggia la parte del bacino di San Marco tra l'Arsenale e i giardini della Biennale e costituisce il prolungamento della riva degli Schiavoni e delle  rive successive (riva di Ca' di Dio e riva di San Biagio).

## Storia
La "riva" venne costruita negli anni trenta del XX secolo, durante il ventennio fascista, con intenti celebrativi e prese il posto della lunga sequenza di squeri e cantieri navali che per secoli avevano operato nella zona. Venne originariamente denominata "riva dell'Impero", con riferimento alla costituzione dell'Impero Italiano da parte di Benito Mussolini. La costruzione iniziò nel 1933 e durò cinque anni, fino all'inaugurazione del 23 marzo 1937. La riva, molto ampia e priva di parapetti, inizia all'imbocco della via Garibaldi ed è collegata alla riva di San Biagio tramite il ponte della Veneta Marina. Da un punto di vista urbanistico, la modalità di costruzione è identica a quella della riva degli Schiavoni: il selciato è costituito da ampi masegni, mentre la parte prospiciente la laguna è realizzata con ampi blocchi di pietra d'Istria.
Durante la seconda guerra mondiale fu teatro di un tragico episodio di rappresaglia contro le forze partigiane da parte dell'esercito tedesco. A seguito della scomparsa di un soldato tedesco (che si scoprì poi essere annegato, dopo essere caduto in acqua ubriaco), il comando tedesco decise di fucilare per rappresaglia sette prigionieri politici, detenuti nelle carceri cittadine di Santa Maria Maggiore. La mattina del 3 agosto 1944 i sette furono legati uno all'altro tra i primi due lampioni della riva, appena ai piedi del ponte della Veneta Marina, ed ivi fucilati. Prima dell'esecuzione, le truppe tedesche rastrellarono oltre 500 abitanti del quartiere, ad alta concentrazione di antifascisti, obbligandoli ad assistere alla fucilazione. I cadaveri vennero lasciati esposti per diversi giorni a titolo di monito e sorvegliati a vista dai soldati tedeschi per impedirne la rimozione. Al termine delle ostilità, con la fine del regime fascista e con la costituzione della Repubblica Italiana, in ricordo di tale episodio il Comune di Venezia cambiò il nome della riva nella sua denominazione attuale.
Per molti anni la riva venne usata anche come approdo portuale per l'imbarco e sbarco da parte di navi passeggeri e di traghetti. Attualmente, invece, viene utilizzata per l'approdo temporaneo di mezzi da diporto o turistici di grandi dimensioni.

## Monumenti ed edifici

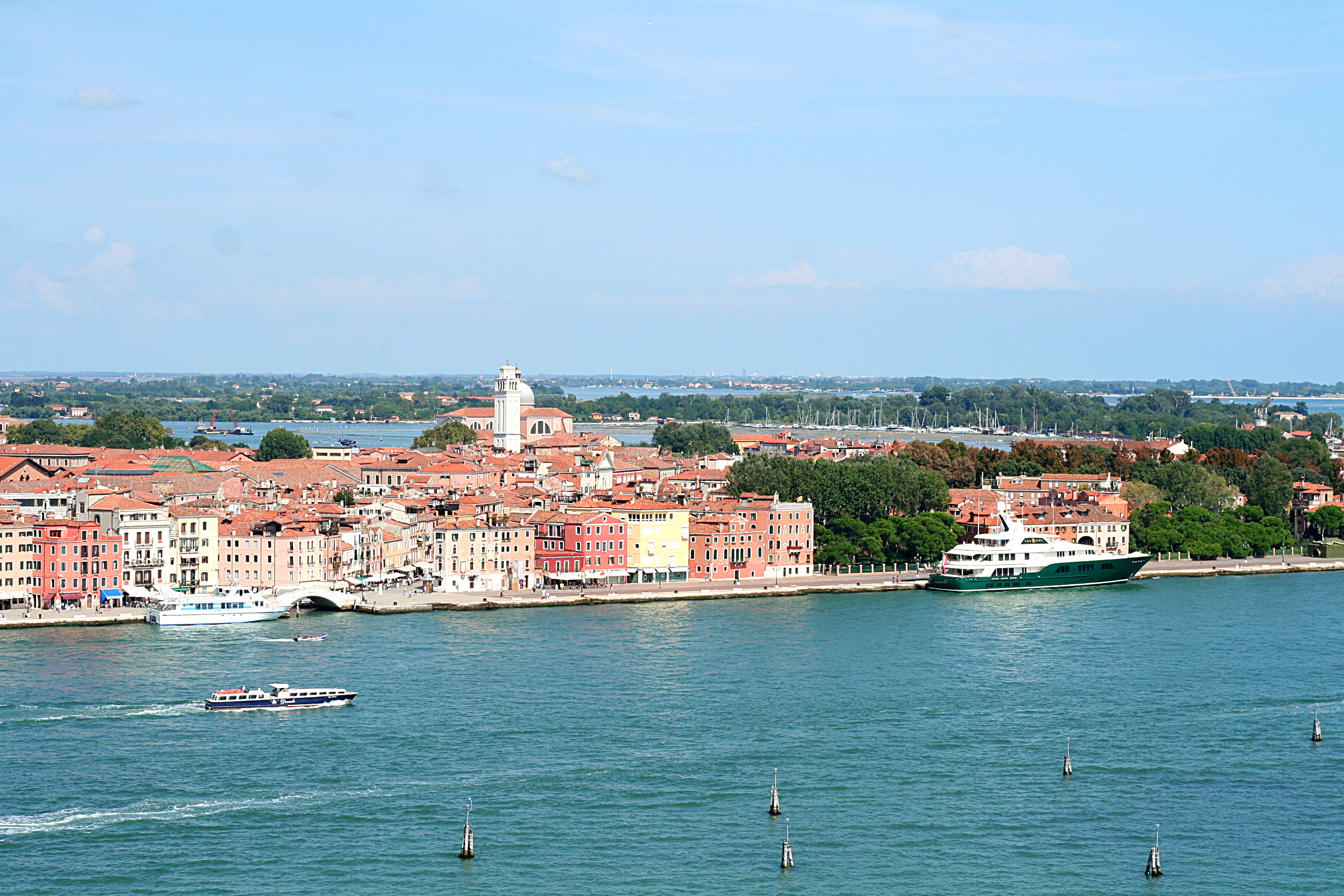
La Riva dei Sette Martiri vista dal campanile della Basilica di San Giorgio Maggiore.

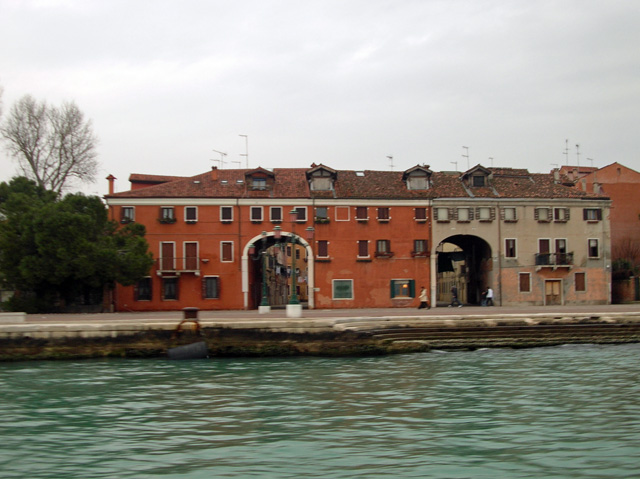
Le case della Marinaressa sulla riva dei Sette Martiri

Data la sua recente costruzione, sulla riva non si affacciano palazzi, né chiese, né altri edifici di particolare rilevanza, se si eccettua la porzione di palazzo all'angolo tra la riva e la via Garibaldi, che tradizionalmente si considera fosse la residenza dei navigatori Giovanni e Sebastiano Caboto.
Presenta un certo interesse storico il complesso delle  case della Marinaressa, antiche abitazioni popolari che la Repubblica di Venezia assegnava agli ex-marinai particolarmente meritevoli. Prima della costruzione della riva questi edifici non erano direttamente prospicienti la laguna, essendo separati da essa dalla schiera dei cantieri navali. Dopo la realizzazione della riva, il complesso, caratterizzato da due enormi archi di ingresso, si affaccia direttamente sul fronte laguna. Da un punto di vista di storia dell'urbanistica, le case della Marinaressa rappresentano uno dei più antichi esempi di edilizia popolare pubblica, essendo state concepite ante litteram secondo il criterio delle abitazioni a schiera a struttura modulare identica, ossia secondo un principio costruttivo che venne poi ampiamente utilizzato nelle urbanizzazioni in tempi molto successivi.
Sulla riva, più ad Est, vi è la neorinascimentale "Palazzina Canonica" (o "Villino Canonica"; indirizzo: Castello, 1364 A), che lo scultore Pietro Canonica si fece costruire nel 1911 e successivamente donò al CNR-Consiglio Nazionale delle Ricerche. Attualmente essa è sede della Biblioteca Storica di Studi Adriatici dell'ISMAR-Istituto di Scienze Marine dello stesso CNR.